# Galeasen Helene
Galeasen Helene är ett svenskt segelfartyg, som byggdes 1916 av skeppsbyggnadsmästaren Johan Henrik Gruvstedt på Ystads Skeppsvarv i Ystad.
Helene byggdes 1916 för ett partrederi, riggad som skonare och såldes året därefter till Svenska Cementfabriken AB i Malmö. En Avance tändkulemotor på 20 hästkrafter installerades då. Hon såldes 1922 till Stockevik och därefter till Stora Kornö. Hon har senare, från 1930-talet haft hemmahamn i Västervik, Kårö vid Loftahammar och Kalmar.
Helene gick i fraktfart fram till mitten av 60-talet då hon lades upp för försäljning. 1967 köptes Helene av Anders Lönn i Kalmar och registreras om till fritidsfartyg. Hon kom att seglas som skolfartyg och framför allt som teaterskepp med Byteatern från Kalmar. Den nya ägaren Anders Lönn, renoverar och vårdar Helene i 29 år. Bland annat återställs hennes språng, ny rigg och ny motor 1981, en Volvo Penta TMD 100 om 195 hkr. 1996 säljs Helene ännu en gång till västkusten, denna gång till Grebbestad, för att år 2000 köpas av Ystads Segelfartygsförening och återvända till sin ursprungshamn Ystad.
Helene är k-märkt och registrerad som skol/passagerarfartyg för 50 personer, varav 5 besättningsmän, och används idag för nöjes och skolseglingar.

## Galleri

Informationstavla om Galeasen Helene i Ystads hamn 2021.
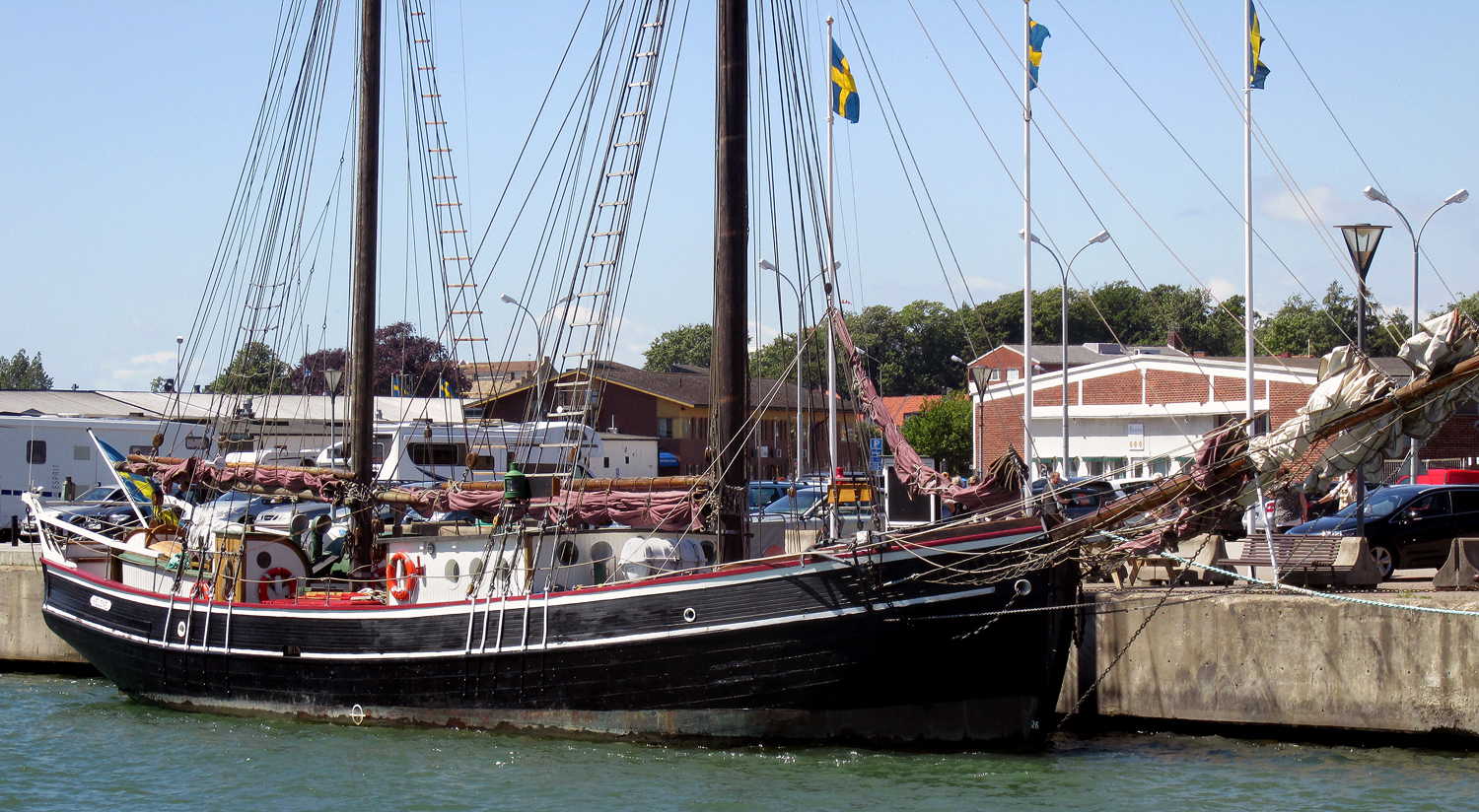
Helene 31 aug 2016.